# Цирк запалює вогні
Цирк запалює вогні (рос. Цирк зажигает огни) — радянський художній телефільм 1972 року, знятий на Свердловській кіностудії.

## Сюжет
У приморському місті гастролюють два цирки: радянський і італійський. Італійська акробатка закохується в радянського артиста, але спонсор італійського цирку, давній шанувальник акробатки, не може їй пробачити зраду і будує всякі підступи.

## У ролях
- Галина Орлова — Глорія
- Олександр Голобородько — Андрій Бакланов (озвучив Василь Лановий)
- Йола Санько — Галина Петрова, артистка цирку
- Всеволод Абдулов — Костя
- Елеонора Шашкова — Ірина Олексіївна Шевельова
- Олександр Барушной — Розетті (озвучив Євген Весник)
- Семен Соколовський — Мортімер
- Володимир Етуш — Граф Приправаспагетті
- Людмила Гурченко — Лоліта
- Афанасій Бєлов — Одіссей
- Володимир Уан-Зо-Лі — Піжаяма
- Георгій Георгіу — Абдул
- Галина Адаскіна — повітряна гімнастка
- Магомед Магомедов — канатоходець
- Валентин Манохін — танцюрист
- Фауста Іванова — танцівниця
- Борис Рунге — диригент

## Знімальна група
- Режисер — Ольгерд Воронцов
- Сценарист — Яків Зискинд
- Оператор — Геннадій Черешко
- Композитор — Юрій Мілютін
- Художник — Костянтин Савицький